# Annerstads socken
Annerstads socken i Småland ingick i Sunnerbo härad i Finnveden, ingår sedan 1971 i Ljungby kommun och motsvarar från 2016 Annerstads distrikt i Kronobergs län.
Socknens areal är 138,00 kvadratkilometer, varav land 120,51. År 2000 fanns här 599 invånare. Småorten Skeen samt kyrkbyn Annerstad med sockenkyrkan Annerstads kyrka ligger i socknen.

## Administrativ historik
Annerstads socken har medeltida ursprung.
Vid kommunreformen 1862 övergick socknens ansvar för de kyrkliga frågorna till Annerstads församling och för de borgerliga frågorna till Annerstads landskommun. Landskommunen utökades 1952 för att sedan 1971 uppgå i Ljungby kommun.
1 januari 2016 inrättades distriktet Annerstad, med samma omfattning som församlingen hade 1999/2000.  
Socknen har tillhört samma fögderier och domsagor som Sunnerbo härad. De indelta soldaterna tillhörde Kronobergs regemente, Ljungby kompani och Smålands grenadjärkår Sunnerbo kompani.

## Geografi
Annerstads socken ligger söder och sydost om sjöarna Bolmen och Kösen. Socknen är en delvis kuperad mossrik skogsbygd. Tämligen jämn mark men med betydande höjder och några större sjöar och jordmånen någorlunda god. Socknens areal var 24 414 tunnland med gamla ytmått och hade 34 och 3/8 mantal. Svensk uppslagsbok anger att omkring 10 % av arealen var åkermark på 1950-talet och 51% var skogsmark.

## Historia
Ett ålfiske vid Skeen beläget efter Bolmens utlopp är känt från 1100-talet. Nydala kloster ägde då fiskerättigheterna efter att ha köpt en tredjedel av rättigheterna för tre mark guld av dåvarande konungen Knut Eriksson. Skeen nämns på grund av sitt rika fiske i flera av Sveriges äldsta bevarade pergamentbrev. 1326 skänkte Bo Polen till Gudhem och Nydala kloster en skogslott i Näs som ligger i Annerstad för uppförande av byggnader till fisket i Skeen. 1381 bytte lagmannen i Uppland Karl Ulfsson en gård i Näs, 3 gårdar i Romborna, en i Litlathorp (nu Lillarp) och 2 i Öggiathorp (nu Öjarp), allt i Annerstad, mot klostrets egendom på Selaön i Mälaren. 1402 skänkte Erland Kure en gård i Skeen till Nydala kloster. Kanatorp, numera Kannarp, omnämns redan på 1300-talet. Annerstads socken tros ha rötter till elvahundratalet. 1371 skrevs ortens namn Anderstadha. 1371 var herr Jakob kyrkoherde och efter honom nämns herr Håkan som kyrkoherde 1383 och 1400.

### Piksborg
Bland sevärdheterna finns resterna av medeltidsborgen Piksborg. Borgen brändes 1434 under Engelbrektsupproret och idag minner bara vallarna och borgkullen om borgen. En utgrävningen 1908 resulterade i rika fynd. En del av dessa finns på Smålands museum i Växjö. Fyndfattigdomen vid utgrävningar av medeltida borgar är ett vanligt fenomen i Småland. Borgarna har lämnats i god ordning och inte bränts ner bebodda. Piksborg har däremot givit ett rikt fyndmaterial. Undersökningen 1908 av cirka 2 000 m² gav över 4 000 fynd, varav 390 mynt.
Kungaborgen Piksborg kom till under 1360-talet och existerade i nästan hundra år. Piksborg läge i Annerstad socken vid sjön Bolmens sydspets var strategiskt. Piksborg lämningar utgör en fyrsidig delvis konstgjord borgkulle omgiven av en lägre vall. Borgkullen omges av grav och på landsidan ytterligare en vallgrav. Borgen hade fler anläggningar på andra mindre holmar vid borgområdet. Vid anläggandet av Halmstad–Bolmens Järnväg skadades området för förborgen. Husgrunder finns inte kvar av borgen, bara en källargrop. Piksborg var en träborg. 1908 års undersökning var i det närmaste total. Myntfynden har daterat borgens användningstid. Fynden innehåller förarbeten och restprodukter från metallbearbetning. Metallproduktionen har inte bara täckt borgens behov utan skett för ett omland. Piksborgs relation med omlandet i varuproduktionen, handeln och kontroll kan diskuteras.
Borgen har förklarats vara en del av det danska borgbyggande i södra Småland under 1360-talet. Piksborg är belagt första gången 1402. Valdemar Atterdag erövrade Finnveden 1361 och byggde borgar här men uppgiften är omstridd. Atterdag behärskade området under några år (Härenstam 1946:53ff). Abraham Brodersen var herre över Piksborg och hade svärsonen Peter Nilsson (snedbjälke) som fogde på Piksborg 1403–1411. Möjligen fungerade Peter Nilsson som Brodersens ”läntagare” och skötte borgarna i Finnveden i början av 1400-talet.

### Annerstad
Nuvarande kyrkan i Annerstad är den andra och föregångaren var en medeltida stenkyrka, troligen från 1100-talet med långhus, kor och absid och fristående klockstapel. Kyrkan brändes av danskarna i kriget 1563–1570 och återuppbyggdes efter bidrag av kungen Johan III. Nya kyrkan ligger med en tidigare skola, numera församlingshem, och prästgård i sin omedelbara närhet.
På den gamla kyrkans kyrkogård finns äldre gravvårdar av stort värde. Den äldsta graven är från 1500-talet en liggande häll som berättar om den sista katolska prästen i socknen. Även två andra liggande hällar är daterade till 1600-talet. En liten stående sten från samma tid. Två gravstenar och ett smideskors härrör från 1700-talet. Yrkestitlar på gravvårdar som pappersfabrikanten, handlaren, brukspatron och trotjänarinna berättar om byns och socknens historia.
Annerstads kyrkby var en stor by och belägen huvudsakligen vid Bolmån. Byn hade garveri, färgeri samt Kronobergs mejeribolags mejeri.

## Förhistoria

### Fornminnesinventeringen år 2000
Annerstad socken hade efter inventeringen år 2000 180 registrerade fornlämningslokaler vilket är 1,5 platser per kvadratkilometer varav 78 % av totala antalet var nya registreringar 2000. Annerstad har fler lämningar registrerade men 180 är alltså klassade som fornlämningar med starkare lagskydd medan de övriga kulturhistoriska lämningarna inte har samma starka lagskydd. I Annerstads socken nyregistrerade ett 25 meter stort och 2,5 meter högt röse (RAÄ nr 69). En boplats påträffades efter ett fynd av en skivskrapa av flinta och flera avslag på en motocrossbana (RAÄ nr 94). I Annerstads hittades också en  rektangulär fångstgrop med kallmurade sidor (RAÄ nr 134). En nyfunnen hällristning vid Marsjö (RAÄ nr 71) har två inristade fotsulor och ett hundratal älvkvarnar, medan Annerstad i övrigt bara har en annan älvkvarnsförekomst. Annerstad krävde betydligt mera tid än de 2,5 kvadratkilometer per anställningsdag som hade beräknats före inventeringen.
Antalet registrerade förhistoriska gravar var 458 varav 57 med noteringen "inprickas ej". Av dessa var 399 registrerade på gravfält. Den vanligaste anläggningen var runda högar med 388 gravar. Runda mindre högar är i Finnveden oftast från sen järnålder, runda rösen var 6 stycken och ett röse var ovalt. Det fanns sexton runda fyllda stensättning medan runda övertorvade stensättning var arton. Sammanlagt alltså 34 runda stensättningar. Övertorvade triangulära stensättningar fanns bara en liksom en övertorvad oregelbunden stensättning. Antalet fyllda treuddar var 8 stycken och dessutom tillkom två övertorvade treuddar. alltså totalt tio. Endast en domarring medan antalet resta stenar var elva. Slutligen registrerades 6 hällkistor men hällkistan Stora rör utgick efter en undersökning. Antalet gravar från stenåldern med fem hällkistor registrerade och de sju rösena från bronsåldern är ett normalt antal gravar och det finns flera socknar med fler lämningar av detta slag men antalet järnåldersgravar på gravfält är högt.

#### Större område av värde för fornminnesvården
Mellan Annerstads och Angelstads kyrkbyar med Bolmen som avgränsning i väster och sjön Kösen i öster och Bolmån i söder finns värdefulla miljöer med fornlämningar. Vid Haganäs finns stora områden med röjningsrösen (RAÄ nr 70 och 155). Ett gravfält med en treudd, en järnåldersdös, och ett röse och dessutom resta och kantställda stenar (RAÄ nr 58) ger ytterligare tyngd åt området. Ett ensamliggande röse finns också (RAÄ nr 64). Djurarp, Ularp, Marsjö och Öjarp har omkring tjugo fossila åkrar med röjningsrösen, som också har gravar och älvkvarnar. Omkring tio gravfält från yngre järnålder finns inom området. Hela detta stora fornlämningsområden är värt att bevara. Vid Södragården i Ularp finns intill sjön Kösen ett nyupptäckt område med fossil åkermark, en älvkvarnsförekomst samt en gravgrupp med vardera ett röse, en hög, en rund stensättning och en treudd (Angelstads socken, RAÄ nr 95-97). Höggravfälten i Marsjö, Skeen och Norret kan också verka som exempel på särskilt värdefulla fornlämningslokaler (Annerstads socken, RAÄ nr 110, 102 och 104). Sundranäs har två stora områden med fossil åkermark (Annerstad sn, RAÄ nr 50 och 136) med stenåldersboplats inom ett område (RAÄ nr 135). Vid Norrnäs udde finns en övergiven gårdstomt (RAÄ nr 167). Platsens område med fossil åkermark har diffusa lämningar efter en möjlig  befäst medeltida gård (RAÄ nr 44, 46). Romborna i Annerstads finns ett gravfält med hela 99 högar och en treudd (RAÄ nr 120). Boplatser och fyndplatser återges detaljerat i tabellen nedan.

## Fornminnen
Socknen är rik på fornlämningar från förhistorisk tid. I fornsök finns 341 platser noterade och det finns lämningar från stenålder, bronsålder och järnålder. Flera stora järnåldersgravfält är kända. 
| Antal                       | RAÄ nummer          | Typ av fornlämning           | Datering                                      | Beskrivning |
| --------------------------- | ------------------- | ---------------------------- | --------------------------------------------- | --- |
| Fornminnen från stenåldern  |                     |                              |                                               | |
| 5                           | RAÄ Annerstad 1:1   | Stenkammargrav               | Senneolitikum Stensättning ?                  | 1. Rest av röse bestående av nästan sluten stenvall 18 m i diameter. Vallen är 4-5 meter bred och 0,2-0,4 m hög. Stenarna är 0,2-0,4 m stora. I västnordväst saknas vallen utmed en sträcka av 5 meter. I området innanför vallen finns spridda stenar. Stenvallen syn uppkommen genom att man kastat ut sten från detta område. Enligt uppgift har en hällkista funnits i röset. Hällkistan bortfördes omkring 1920. Inga uppgifter om fynd. 2. 10 meter från denna finns en rund stensättning med 8 m diameter och 0,1-0,2 m hög med 0,2-0,4 m stora stenar i fyllningen. Övermossad, Ser inte ut som röjningsröse. Ligger i Öjarp söder om samhället Bolmen. |
| 5                           | RAÄ Annerstad 25:1  | Stenkammargrav               | Senneolitikum                                 | Hällkista i Röse. Röset är 11 m i diameter och 1,1 m högt. Fyllning av 0,2-0,4 m stora stenar. Av hällkistan syns 2 hällar i norra långsidan av 0,1 till 0,3 m höjd över anläggningens yta. Hällarna är 0,5-0,6 m långa och 0,2 m tjocka. Hällkistan ligger i Öjarp söder om samhället Bolmen på ett krönläge inom ett område med fossil åkermark. |
| 5                           | RAÄ Annerstad 129:1 | Stenkammargrav               | Senneolitikum                                 | Röse med hällkista röset är 11x 9 meter i diameter och intill 1 m högt. Orienterad N 20 grader öst och Syd 20 grader väst. Fyllning av 0,2-0,4 m stora stenar men enstaka stena är stöör 0,6 m. I gropen på röset hällkistan cirka 4 meter lång och 0,85 cm bred (innermått). Kistan har fem bevarade synliga hällar varav en är lös, en gavelhäll i söder, två hällar i östra långsidan och en i västra långsidan. Röset är ojämnt i ytan. Mittgropen är 4 meter lång och 1,5 m bred och orienterad som hällkistan. Hällkistan var känd av Kjellmark och finns med i boken Fornlämningar och fynd 1911. Läge Jungfrugården, söder om sjön Kösen vid sidan av Flymossen som varit en vik av sjön Kösen tidigare |
| 5                           | RAÄ Annerstad 113:1 | Stenkammargrav               | Senneolitikum                                 | Röse med hällkista. Röset är 10x8 meter och 0,7 m högt. Ytan övertorvad med enstaka synliga stenar 0,2-0,4 m stora stenar. På kanten ligger några större stenar. I mitten hällkistan 3,5 m lång orienterad N 45 grader öst S 25 graders väst. Bredd 0,8 m i nordost och 0,6m i sydväst. Gavelhäll i nordost och två stenar i vardera långsidan med en lös häll i kistan lutad mot östra långsidan. Enligt Arne Juhlin i boken Annerstad förr och nu grävde Oskar Lidén i kistan och hittade en flintdolk och lerkruka. Graven kallades förr Kunggraven. Läge Jungfrugården. |
| 5                           | RAÄ Annerstad 212:1 | Stenkammargrav               | Senneolitikum                                 | Hällkista i stensättning. Stensättningen är närmast rund 9 meter i diameter och 0,2 till o,3 m hög. Fyllning av 0,2.0,5 m stora stenar. Stensättnings östra hälft är helt bortplockad. I mittpartiet en hällkista bestående av två i linje stående hällar orienterade N-S. Hällarna är 0,9 till 1 m långa och resta 0,2 meter över anläggningens yta med en tjocklek av 015-0,2m. Norra hällen lutar kraftigt åt öster. Plats Jungfrugården. Hällkistan hittades år 2000 vid då inventeringen reviderades. |
| 5                           | RAÄ Annerstad 233:1 | Fyndplats                    | Stenålder                                     | Stenyxa upphittad då en villa byggdes i Marsjö. Typ av yxa inte beskrivet. |
| 5                           | RAÄ Annerstad 219:1 | Fyndplats                    | Stenålder                                     | Nackparti av skafhålsyxa i bergart. Upphittad våren 1950 enligt inventeringen 1950 |
| 5                           | RAÄ Annerstad 234:1 | Fyndsamling                  | Stenålder och järnålder/medeltid?             | Mellangården i Skäckarp. Fyndsamling av tre sländtrissor varav en cirkelornerad tillverkad av täljsten. Parellellhuggen spjutspets av flinta, ett flintspån och flintavslag. |
| 14                          | RAÄ Annerstad 94:1  | Boplats                      | Stenålder                                     | Boplats när Bolmåns utlopp ur Bolmen. Boplats 50x75 meter. Platsen var tidigare åker senare anlades en rallybana. Rallybanan har skadat boplatsen. På platsen har hittats skrapor och avslag i flinta av sydskånskt ursprung och även av kristianstadflinta, vidare skörbränd sten och mörkt kulturlager cirka 2 dm under markytan. |
| 14                          | RAÄ Annerstad 21:1  | Boplats                      | Stenålder                                     | Boplats i Bökhult där fynd gjorts av flintknutor och avfall av flinttilverkning. Fynden registrerades som boplats i inventeringen 1950. |
| 14                          | RAÄ Annerstad 135:1 | Boplats                      | Stenålder                                     | Sundranäs. Boplats 50x20 meter på avsatts några meter över Bolmens nuvarande yta. På platsen hittas avslag av sydskånsk flinta varav ett bränt i markberedningsfåror i skogsmark. Område med fossil åkermark strax intill. |
| 14                          | RAÄ Annerstad 232:1 | Boplats                      | Stenålder                                     | Boplats på avsats av okänd utsträckning med fynd av flintbitar. Uppgiften lämnad av Bengt Andersson Öjarps Skattegård |
| 14                          | RAÄ Annerstad 155:1 | Boplats                      | Stenålder                                     | Boplats på en sträcka av 30 meter, schaktskadad, i gränsen skogsmark/gammal åkermark.Fynd 4 spån av sydvästskånsk flinta därav 2 brända och 1 avslag av Kristianstadflinta samt enstaka skörbrända stenar. Uno Sundelin omtalar flintfynd från Björkholm i flygsand nära Kösen möjligen avses denna plats. På Jungfrugårdens mark. |
| 14                          | RAÄ Annerstad 90:1  | Boplats                      | Stenålder                                     | Boplats 50x30m På markväg och i rotvältor påträffades ett par kvartsavslag och ett retuscherat mikrospån av sydskånsk flinta. Dessutom iakttogs några skörbrända stenar. Boplatsen ansluter i NV till en lodrätt bergvägg. Ytan som kunde besiktigas var ytterst begränsad. Läge Marsjö vid Kösens västra strand 3 m över vattenytan. |
| 14                          | RAÄ Annerstad 193:1 | Boplats                      | Stenålder                                     | Boplats med okänd utbredning. I vägskärning NÖ om vändplan påträffades 2 splitter av bränd flinta samt några enstaka skörbrända stenar. Nivån var 2 m över sjöns yta. Plats Lillarp. |
| 14                          | RAÄ Annerstad 125:1 | Boplats                      | Stenålder mesolitisk och mellanneolitisk tid. | Boplats, ca 255x25-125 m (NÖ-SV), motsvarande ytan för Gettersö. På och kring öns stränder har tidigare påträffats ett rikhaltigt boplatsmaterial av huvudsakligen gropkeramisk karaktär. På ön framkom också spår av bl.a. järnframställning. Källor: - Oskar Lidén: Meddelande från Norra Smålands fornminnesförening VII 1924 sid 110-124 - Uno Sundelin i Ymer 1920,hans nr 152 - Alering, Å. & Persson, C. 2017. Arkeologisk forskningsundersökning år 2016. Gettersö, RAÄ 125, Annerstad socken, Ljungby kommun, Småland. Smålands museum rapport 2017:2. - Persson, C. 2014. Boplatsen på Gettersö och gropkeramisk kultur. RAÄ 125:1, Annerstad socken, Ljungby kommun, Kronobergs län. Smålands museum rapport 2014:14. |
| 14                          | RAÄ Annerstad 231:1 | Boplats                      | Stenålder                                     | Uppgift om boplats. Rikligt med flinta har påträffats vid planteringsarbete. Uppgiftslämnare Bengt Andersson. Öjarp skattegård. |
| 14                          | RAÄ Annerstad 49:1  | Boplats                      | Stenålder                                     | Boplats av okänd utsträckning på en udde i Bolmen vid Sundranäs. På en liten yta med markslitage i närhet av rastplats med bord och bänkar påträffades ett retuscherat flintavslag av sydskånsk flinta. Ytan var 2 m över Bolmen yta. På lägre ytan med goda besiktningsförhållande hittades inga fynd. |
| 14                          | RAÄ Annerstad 236:1 | Boplats                      | Stenålder                                     | På en ö Tärnö i södra delen av Kösen har i vattenlinjen påträffats flinta. Ligger på Västrabys ägor. Källa Juhlin Annerstad förr och nu 1979 |
| 14                          | RAÄ Annerstad 227:1 | Boplats                      | Stenålder                                     | Vid sjön Kösens södra strand i byn Östraby i sanden påträffades ett par kvartsavslag (osäkra). Boplatsen har okänd utbredning. |
| 14                          | RAÄ Annerstad 238:1 | Boplats                      | Stenålder                                     | På Bengtsön i Kafjorden ska flintskärvor ha påträffats på Bengtsån enligt Algot Friberg 1908 i Jönköpings länsmuseum. |
| 14                          |                     | Boplats                      | Stenålder                                     | Norrnäs udde i Sundranäs har en boplats enligt Uno Sundelin i Ymer 1920. |
| Fornminnen från bronsåldern |                     |                              |                                               | |
| 1                           | RAÄ Annerstad 2301  | Röse                         | Bronsålder                                    | Röse 8 meter i diameter och 0,7 meter hög av 0,2 till o,4 meter stora stenar. Mittgrop 2 m i diameter och 0,4 meter djup. Något osäker grav kan vara ett röjningsröse. Läge Ambjörntorp nära Bäckaryd. |
| 1                           | RAÄ Annerstad 177:1 | Röse                         | Bronsålder                                    | Läge: i Västraby. Röse 12 meter i diameter och 0,8 meter högt av 0,2-0,5 meter stora stenar i kanterna enstaka större stenar intill 1 meter stora stenar. I nordväst en urplockad sektor 3 meter bred och 2 meter djup. I anslutning härtill ligger röjningsrösen. |
| 1                           | RAÄ Annerstad 129:2 | Röse                         | Bronsålder Stenålder                          | 129:2 är ett röse 10x11 meter och 1 meter högt. Fyllning med 0,2-0,8 meter stora stenar. Något osäker grav i området finns flera stora röjningsrösen. Ligger 20 meter nordväst om hällkistan 129:1. |
| 1                           | RAÄ Annerstad 87:1  | Fyndplats                    | Bronsåldern                                   | 40 cm lång bronsyxa hittad i Marsjö på gammal sjöbotten. Typ av yxa okänt liksom förvaringsplats. |
| 1                           | RAÄ Annerstad 69:1  | Röse                         | Bronsålder                                    | Läge: Öjarp inom fossil åkermark.Röse 25 meter i diameter och 2,5 meter högt av 0,2-0,5 m stora stenar. Anläggningen är ett så kallet fuskröse och klär in en. Nor om röset finns en del utrivet material i sluttningen. I nordöst är ett uddliknande utskott ca 8 m långt och 1-3 m brett med 0,5-0,7 m. Utrivet material? Konstruktionsdetalj. Beväxt med några tallar och ekar. |
| 1                           | RAÄ Annerstad 33:1  | Rest av Röse                 | Stenålder?Bronsålder?                         | Läge I Romborna by inom område av fossil åkermark. Röse 15 meter i diameter och 0,75 meter högt. Fyllning av 0,2 till 0,4 meter stora stenar. Sydsydöstra den av röset är borttagen så att endast en rösebotten kvarstår. Sten har också tagits för den andra halvan av röset. Vallformig kantparti 2-2,5 meter brett och 0,3 m högt med antydan till mittröse. Kommentar: Utseende är typiskt för rösen plundrade på sten ofta till stenmurar, husgrunder eller makadam till vägar. 10 meter sydost om röset finns en stensättning. |
| 1                           | RAÄ Annerstad 3:1   | Röse Stora rör               | Bronsålder                                    | Beskrivning 1949: Röse, 14 m i diameter och 1,25 m h. Fyllning av 0,2 – 0,5 m st stenar. I mitten en grop, 8 x 4 m(NV-SÖ) och intill 1,25 m dj. Beväxt med två tallar. Intill och Ö om röset ligger tre flata stenar, av vilka den ena är 1,10 m l, 0,45 m br och 0,25 m tj; den andra 1,20 m l, 0,55 m broch 0,30 m tj samt den tredje 1,00 m l, 0,60 m br och 0,20 m tj. Två av stenarna är starkt övertorvade. Sannolikt röse med rest av hällkista. Beskrivning 2000: Hällkista, rest av, i röse...... Intill och Ö om röset ligger minst 7 hällar , ca 1-1,2 m lång, 0,5-1,1, m bred och 0,2-0,3m tjock. I röset skall ha påträffats en brynsten, ca 11 cm lång, 1,5-2 cm tjock-bred. De intilliggande hällarna omtalas i äldre skrivelser som kullfallna bautastenar. Röset tolkades alltså som hällkista vid inventeringen 2000. Efter att en tall på graven ramlat i stormen Gudrun 2005 gjordes en undersökning och restaurering av graven vilket ledde till att graven åter tolkades som röse och de lösa hällarna som härrörande från andra gravar. Röset behandlas i flera skriftliga källor - Smålandsposten 1949-05-12 - Stora rör, Arkeologisk efterundersökning av en stormskadad grav av Wennstedt Edvinger, B 2007 |
| Fossil åkermark             |                     |                              |                                               | |
| 71                          |                     | Områden med fossil åkermar   | Bronsålder - Historisk tid                    | I Annerstad registrerades 71 områden med fossil åkermark lite ojämnt fördelade över socknen. Området mellan orten Bolmen och Marsjö har flera områden liksom området söder och väster om Kafjorden (södra Bolmen) och området söder om Romborna och söder om Skeen har flera områden med fossil åkermark. Flera av områdena innehåller förhistoriska gravar. |
| Fornminnen från järnåldern  |                     |                              |                                               | |
| 1                           | RAÄ Annerstad 121   | Högar, enstaka eller grupper | Järnålder                                     | Kungsbacken (namn på skifteskartan) rest av hög i Romborna. 30 meter sydväst finns rest sten. I den omgivande betesmarken flera hällar som kan hav varit resta tidigare. Troligen rest av tidigare gravfält från järnåldern. |
| 3                           | RAÄ Annerstad 97    | 3 Högar i grupp              | Järnålder                                     | Gravgrupp om tre mindre högar inom ett område med röjningsröse. Flera rösen i området svårbedömda och kan vara förhistoriska gravar skadade av odling. Läge väster om Kanarp. |
| 3                           | RAÄ Annerstad 225:1 | 3 högar i grupp              | Järnålder                                     | Tre mindre högar i grupp belägna i Östraby nära Bolmån. |
| 3                           | RAÄ Annerstad 27    | 3 högar i grupp              | Järnålder                                     | Tre mindre högar med antydan till fotränna i byn Fårtorp. |
| 17                          |                     |                              | Gravfält                                      | Av de sjutton gravfälten är fyra belägna i området Öjarp till Marsjö. Ett av gravfälten hade 1950 15 högar. Ett närbeläget gravfält i Öjarp hade 8 högar 1950 med några då nygrävda gropar i högarna. Det tredje gravfältet i Öjarp ligger inom ett område med fossila åkrar och innehåller 11 högar och dessutom en rest sten. Gravfältet i Marsjö var större med 50 gravar varav 40 högar och 10 fyllda runda stensättningar. Många av gravarna var redan 1950 skadade. 1960 hittades ett spänne och en spännbuckla av brons i en närbelägen åker. De hittades på 30 cm djup i askblandad jord alltså troligen från tidigare förstörda gravar på åkern. De sex gravfälten väster om Kafjorden varav fem lite norr om orten Skeen. Ett gravfält i Haga innehåller runt 65 gravar varav 60 högar och 4 stensättningar och i samma område finns en älvkvarnsten. Ett gravfält lite söder om Skeen i Hallarp har omkring 10 högar vissa med fotränna. Högarna är delvis skadade. En hög har en rest sten i kanten. Ett gravfält norr om Skeen har haft 10 gravar (alla högar) men de flesta skadade av grävning och delvis eller helt bortschaktade. RAÄ nr 107 är ett mindre gravfält med två högar, tre resta stenar och en treudd alltså troligen äldre gravar än från vikingatid. vid Norret finns när Bolmens strand ett gravfält med 17 anläggningar högar och två resta stenar varav en står upprätt och en har fallit omkull. Ett annat gravfält RAÄ 104 också i Norret har omkring 40 högar. 1908 undersöktes fyra högar på järnåldersgravfältet RAÄ nr 104 vid Norret i Annerstad av Knut Kjellmark 1908 SHM inv. nr. 1364. Se under avsnittet förhistoria. RAÄ 103 vid Norret har 15 gravar i form av högar 3-11 meter i diameter och 0,5 till 1,7 meters höjd. Vidare finns 3 gravfält öster om Flymossen varav ett är det nyfunna gravfältet i mossmark som nämns ovan. Ett annat med 8 gravar i form av högar med övertorvade fotrännor ligger i byn Jungfrugård. I Tjuvarp finns ett gravfält med 10 gravar i form av skadade högar och möjligen en treudd överlagrad av röjningssten. Romborna och Fårtorp Ett större gravfält i Romborna med 99 högar och en treudd. Gravfältet i Fårtorp är litet med cirka 8 gravar. |
|                             | Saknar RAÄ nr       | Fyndplats                    | Järnålder                                     | Fyndplats, ungefärlig, för 1 stockbåt av trä. Påträffad i sjön Bolmen norr om Välö år 1959. Stockbåten förvaras hos Annerstads hembygdsförening. L2023:852. Stockbåten är daterad till perioden 419-544 e. Kr med C-14 datering (Ua-76456) |
| 1                           | RAÄ Annerstad 18:1  | Röse med tradition           | Naturbildning?                                | Röse på Skattön i Bolmen (eller Kung Pikes ö) 14 x 9 meter och 2 meter högt. Fyllning av 0,25 till 1,25 meter stora stenar. I mitten en grop 4 x 2 meter djup. Delvis övertorvad, Bedömd som naturbildning. Kugelberg skall ha grävt på platsen då han undersökte ortsbefolkningen. Enligt traditionen skall en fylkeskung i Finnveden eller en fogde på Piksborg gömt skatter här. |

### Kulturhistoriska lämningar från senare tid

#### Vägar
Väghållningsstenar är minnesmärke från äldre tiders vägunderhåll. Fram till 1920-talet ansvarade jordbruksfastigheterna för underhållet av vägar. Gårdarnas väglotters storlek bestämdes fastighetens skattekraft. På 1920-talet övertog vägkassorna uppgiften och väghållningsdistrikt organiserades. Vid första inventeringen av fornlämningar 1950 fanns en trästolpe bevarad i Vrå socken (RAÄ nr 20). Nya fynd vid 2000 års inventering är 8 väghållningsstenar belägna längs en äldre nu övergiven väg på en 1500 meter lång sträcka vid Bolmaryd i Annerstads socken (RAÄ 197-202).  Samma vägsträckning har fler väghållningsstenar registrerade (RAÄ nr 151, 152 m.fl.) och dessutom två så kallade makadamslagningsplatser (RAÄ nr 226 och 235). De senare är stenar som används som stöd då stenar har knackats till makadam med slägga för hand. Dessa stenar har gropar, som utbildats vid denna manuella tillverkning av makadam. I Annerstad finns också en hålväg noterad som fornlämning.

#### Tjärtillverkning
Platser där man i äldre tid tillverkade trätjära är vanliga i skogsbygden. Mängden varierar från socken till socken och till exempel har 82 stycken platser registrerats i Västra Torsås socken. Där var alla anläggningar av typen tjärdalar. Mindre anläggningar för rent husbehov av tjära finns i Kronobergs läns västra delar. Dessa kallas för tjärstenar och bestod av antingen en jordfast eller lös större sten som har uthuggna rännor för att leda tjäran ner i ett uppsamlingskärl. Annerstads enda registrerade plats ligger i Byholma och är en övertorvad tjärdal 15 meter lång och 5 meter bred med en ränna 2 dm djup. Fornlämningen ligger på fastigheten Äsenäs (RAÄ 223:1).

#### Järntillverkning
Platser där järn har tillverkats i primitiva ugnar hittades också vid inventeringen. De består av slaggvarp och/eller förekomster av slagg. I Annerstads gamla landskommun har Torpa socken flera av dessa platser. Ett exempel  i Torpa ligger intill ett mindre vattenfall i trädgården till Lilla Ränte (RAÄ nr 85). I Annerstad har 4 sådana platser registrerats men uppgifterna är knappa. På en plats i Skäckarp fanns en 12x 5 meter stor slaggförekomst nära ett mindre vattendrag där det legat en kvarn. De andra tre platserna har hämtats från tidigare uppgifter i litteraturen. Järntillverkning har inte varit stor i socknen. Åldern på platserna är osäker och de kan vara förhistoriska eller medeltida.

## Namnet
Namnet (1371 Anderstadha), har ett förled som troligen har sitt ursprung i ett mansnamn Andor. Efterledet stad betyder ställe.